# Agaricus aridicola
Agaricus aridicola är en svampart som beskrevs av Geml, Geiser & Royse 2004. Agaricus aridicola ingår i släktet champinjoner och familjen Agaricaceae.   Inga underarter finns listade i Catalogue of Life.